# Philipp Caspar Roos
Philipp Caspar Roos (* 2. April 1717 in Winterburg; † 20. April 1805 in Dhaun) war ein Jurist, Amtmann und Hofrat im Dienst der Wild- und Rheingrafen zu Salm-Dhaun und Salm-Grumbach.

## Leben
Philipp Caspar Roos war ein Sohn des Kollektors (Steuereinnehmers) Johann Burkhardt Roos (von der Roosen) (1686–1761) aus Winterburg und der Maria Juliane Weirich (1688–1761) aus Kreuznach. Er stammte aus Winterburg in dem Anteil an der Hinteren Grafschaft Sponheim, der zum Herzogtum Pfalz-Birkenfeld-Zweibrücken gehörte. Sein Ururgroßvater Huprecht Bolion von der Rosen (Humbert Bouillon de la Rose) (* um 1510/15; † vor 1581) war aus Lüttich nach Straßburg geflüchtet.
„Philippus Casparus Roos Mosellanus“ immatrikulierte sich am 17. April 1736 an der Universität Jena und studierte 1739 Rechtswissenschaften an der Universität Halle. Dort beteiligte er sich an einer studentischen Gedenkschrift für den verstorbenen Kandidaten Benjamin Crafft (1718–1739) aus Frankfurt am Main, den einzigen Sohn des Seidenhändlers und Banquiers Johann Crafft. Nach dem Studium trat er als Kanzleisekretär zunächst in den Dienst der Rheingrafen zu Salm-Grumbach. Der Dhauner Amtmann und Vormundschaftsrat Johann Daniel Weyher (* 1706; † vor 1797), Vertrauter der Rheingrafenwitwe Luise von Nassau-Ottweiler (1686–1773), warb ihn ab. Philipp Caspar Roos wurde Amtmann und Hofrat der Wild- und Rheingrafschaft in Dhaun, die von der Linie Salm-Dhaun bzw. ab 1742 von der Linie Salm-Grumbach regiert wurde.
Zur Gedenkschrift für den letzten Wild- und Rheingrafen von Salm-Dhaun Johann Philipp (1724–1742) trug Roos ein Trauergedicht bei. Er war u. a. verantwortlich für die gemeinsamen Angelegenheiten der fünf wild- und rheingräflichen Linien. Die Linie Dhaun besaß einen Anteil von 6⁄24 (= 1⁄4), die Linien Salm-Salm und Salm-Kyrburg besaßen je 5⁄24 und die Linien Grumbach und Rheingrafenstein-Gaugrehweiler je 4⁄24 (= 1⁄6) an allen gemeinsamen Einnahmen. Die Abgaben der Grafen von Ingelheim genannt Echter von Mespelbrunn, der Herren von Dalberg, von Dienheim, von Kagenek, von Weyhers und von Wallbrunn für insgesamt 34 Lehen brachten den Wild- und Rheingrafen eine jährliche Taxe von 373 ½ Gulden ein. 1772 war Philipp Caspar Roos in Merxheim als „wild- und rheingräfl. gemeinschaftlicher Rath“ unter den erbetenen Testamentszeugen des Freiherrn Philipp Henrich von Steincallenfels († 1778). 1784 siegelte er als Bevollmächtigter der Wild und Rheingrafen, Herren des Amts Wildenburg, einen Vertrag mit dem kurtrierischen Geheimrat Peter Melchior von Hommer (1743–1809) für Erzbischof Clemens Wenzeslaus von Trier und Geheimrat Carl Embden († 1822), dem Bevollmächtigtem der Fürsten von Salm-Salm und Salm-Kyrburg, über die Gerichtsbarkeit an der Kempfelderstraße (heute L171 Am Baumarkt) zwischen Veitsrodt und Herborn.
Roos bezog die Bemerkungen der Kuhrpfälzischen physikalisch-ökonomischen Gesellschaft, die sich der Belebung der Landwirtschaft, der Einführung der Industrie und der Förderung der Kameralwissenschaft verschrieben hatten. Noch 1793 war „Hofrat Rooss“ im Amt; Wild- und Rheingraf Karl Ludwig Wilhelm Theodor zu Salm-Grumbach (1729–1799) erwartete sein baldiges Ableben, um das Gehalt von Franz Xaver von Zwackh, den er als gemeinschaftlichen Lehenkanzlei-Direktor aller rheingräflichen Linien berufen wollte, aus der Grumbach'schen Rentei verdoppeln zu können. Nach der französischen Besetzung des Linken Rheinufers 1794 und der Errichtung einer Direction générale des pays conquis entre Rhin et Moselle im Dezember 1795 (Nivôse an IV) wurde Philipp Caspar Roos zunächst abgesetzt, später aber als „Amtsverwalter“ in dem annektierten Gebiet wieder verwendet.
Nach seinem Tod klagten die Erben des Hofrats Philipp Caspar Roos zu Dhaun gegen den Fürsten von Salm-Horstmar als Rechtsnachfolger der Wild- und Rheingrafen wegen rückständiger Besoldung aus dem Dienstvertrag. Gustav Pfarrius würdigte den Kanzlei-Sekretär und späteren „Hofrat Roose“ literarisch in seiner im Jahr 1742 spielenden Novelle Das Ende des Hauses Dhaun. Er sei „zu einer ausgedehnten, für die Unterthanen der Rheingrafschaft Dhaun unvergesslichen Wirksamkeit“ gelangt.

## Familie
Philipp Caspar Roos heiratete vor 1754 Johanetta Elisabeth Kreutzer aus Meddersheim, Tochter von Georg Friedrich Kreutzer (1670–1747) und Anna Dorothea Weirich.
Der Sohn Johann Philipp Roos war Jurist und Archivar im Dienst der Wild- und Rheingrafen zu Salm-Grumbach, der Freiherren von Bourscheid und der Fürsten von Salm-Horstmar. Der Sohn Henrich Christian Roos Dhaunensis immatrikulierte sich am 5. Mai 1773 in Jena, 1777 war er Praktikant am Reichskammergericht in Wetzlar.

## Werke
- Georg Conrad Hoerle,[27][28] Friedrich Ludwig Landfried,[29][30] Philipp Casimir Roos:[31] Den schmertzlichen Verlust Des Weiland Hoch-Edlen und Rechts-Wohlgelahrten Herrn Herrn Benjamin Crafft I. V. Candidati Wolten Als Derselbe Den 21ten Junii 1739. im 20ten Jahre seines Hoffnung-vollen Alters Das Irrdische mit dem Himmlischen verwechselte In folgenden wehmüthig beklagen Und Dem Hochbetrübten Hause Ihr ergebenstes Beyleyd abstatten Drey gute Freunde und Bekannte. Johann Christian Hilliger, Halle 1739 (Digitalisat der Niedersächsischen Staats- und Universitätsbibliothek Göttingen)
- (Beiträger eines Trauergedichts) So muß auch ich bey deiner Bahre, Entseelter Graf, bekümmert stehn. In: Johann Albert Simon[32] (Hrsg.): Klage, Ach! und Wehe! Uber den allzufrühen, doch Höchst-seligen Abschied Des Weiland Hoch-Gebohrnen Grafen und Herrn Herrn Johann Philipp, Wildgrafen zu Dhaun und Kürburg, Rheingrafen zu Stein, Grafen zu Salm, Herrn zu Vingstingen, Püttlingen und Dimeringen &c. Als Derselbe Auf der Universität Straßburg … den 13. September MDCCXLII. In Seinem Erlöser Jesu … sanft und selig eingeschlaffen, Und den 22. Novemb. darauf in der St. Thomas-Kirche … beygesetzt worden … in einer … Predigt … in Kyrn vorgestellt. Melchior Pauschinger, Straßburg 1742, S. 96f (Digitalisat des Landesbibliothekszentrums Rheinland-Pfalz Koblenz)